# Saint-Edmond-les-Plaines
Pour les articles homonymes, voir Saint Edmond.

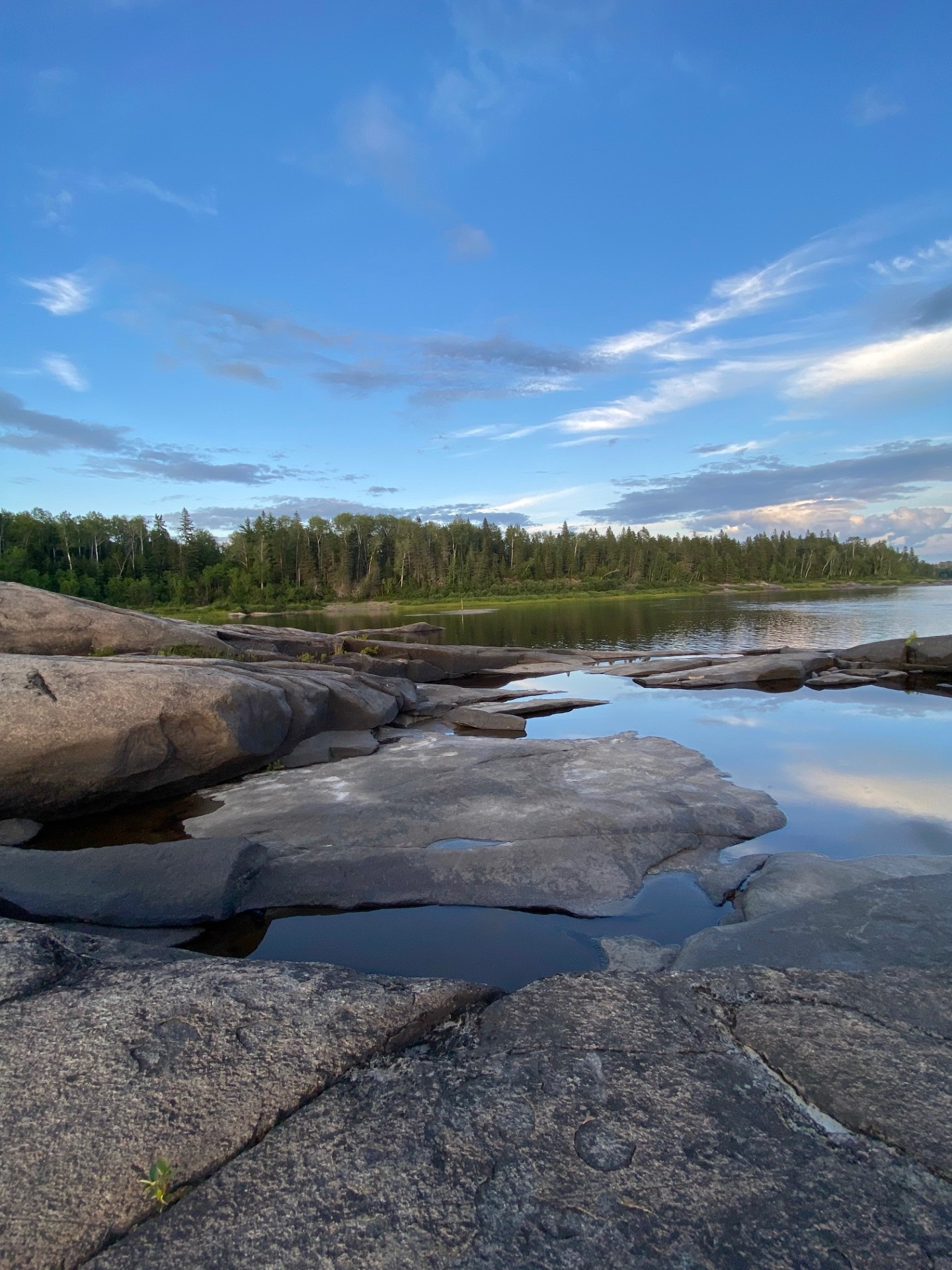
Paysage près d'un camping à St-Edmond-les-Plaines

Saint-Edmond-les-Plaines est une municipalité du Québec, (Canada), faisant partie de la municipalité régionale de comté de Maria-Chapdelaine, située dans la région administrative de Saguenay–Lac-Saint-Jean. 

## Toponymie
Elle est nommée en l'honneur du curé Joseph-Edmond Tremblay et d'Edmond d'Est-Anglie.

## Histoire

### Chronologie municipale
- 3 septembre 1938 : Érection de la municipalité de Saint-Edmond.
- 27 novembre 2004 : La municipalité de Saint-Edmond devient la municipalité de Saint-Edmond-les-Plaines.

## Géographie
La rivière Ouasiemsca, un affluent de la rivière Mistassini, délimite le nord-est de la municipalité en coulant vers le sud-est.
La rivière Ticouapé en délimite le sud en coulant vers le sud-est.
La rivière du Dix en délimite le sud-est en coulant vers le sud-ouest.

## Démographie
| 1991 | 1996 | 2001 | 2006 | 2011 | 2016 | 2021 |
| ---- | ---- | ---- | ---- | ---- | ---- | ---- |
| 592  | 585  | 518  | 432  | 390  | 381  | 355  |

## Administration
Les élections municipales se font en bloc pour le maire et les six conseillers.
| Saint-Edmond-les-Plaines Maires depuis 2005 |                  |           |          |
| Élection                                    | Maire            | Qualité   | Résultat |
| 2005                                        | Jean-Guy Doré    |           | Voir     |
| 2009                                        | Rodrigue Cantin  |           | Voir     |
| 2013                                        | Rodrigue Cantin  | Voir      |          |
| 2017                                        | Rodrigue Cantin  | Voir      |          |
| 2021                                        | Martine Verville | Démission | Voir     |
| août 2023                                   | Martial Gauthier |           | Voir     |

### Liens Externes
- Site officiel
- Ressources relatives à la géographie :   - Banque de noms de lieux du Québec
  - Base de données toponymiques du Canada
  - Répertoire des municipalités
  - Statistique Canada
- Notices d'autorité :   - VIAF